# Пятьдесят евро
Пятьдесят евро — четвёртая по номинальной стоимости банкнота евро. Находится в обращении с 2002 года, с момента введения валюты.

## Дизайн
50 евро имеет размер 140×77 мм. Выполнена в оранжевой цветовой гамме.
Все банкноты евро содержат изображения мостов и арок/дверных проёмов различных исторических стилей европейской архитектуры. Пятьдесят евро отражает архитектурные элементы эпохи Возрождения (XV—XVI в. н. э.). Хотя Роберт Калина разработал оригинальные рисунки реально существующих зданий, по политическим причинам было решено разместить схематические примеры соответствующих архитектурных эпох.
Как и остальные банкноты, 50 евро содержит наименование валюты, номинал, флаг Евросоюза, подпись президента Европейского центрального банка, 12 звезд ЕС, год выпуска и специальные элементы защиты банкноты.

## Элементы защиты банкноты
Банкнота в 50 евро защищена голограммой, созвездием EURion, водяными знаками, рельефной печатью, защитной нитью, ультрафиолетовым чернилами (меняют цвет), микропечатью, матовой поверхностью, перфорацией, штрихкодом и серийным номером, который подчиняется определённому математическому правилу. Код эмитента расположен в крайнем правом положении.

## Изменения
До 2013 года изменений в дизайн банкноты не вносилось. В первых выпусках до 31 октября 2003 года стояла подпись председателя Европейского центрального банка Вима Дейсенберга, которую позже заменили на подпись нового главы Европейского центробанка Жан-Клода Трише, а 1 ноября 2011 года — на подпись Марио Драги.
С 2013 года начались выпускаться банкноты евро новой серии «Европа» начиная с 5 евро. Новая банкнота 50 евро этой серии поступила в обращение 4 апреля 2017 года.